# كورنيليو بروكوبيو
كورنيليو بروكوبيو بلدية في ولاية بارانا في المنطقة الجنوبية من البرازيل.